# Strade Bianche 2016
La 10e édition des Strade Bianche a eu lieu le 5 mars 2016. La course fait partie du calendrier UCI Europe Tour 2016 en catégorie 1.HC. C'est également la troisième épreuve de la Coupe d'Italie de cyclisme sur route 2016.
L'épreuve a été remportée lors d'un sprint à deux par le Suisse Fabian Cancellara (Trek-Segafredo) qui s'impose devant le Tchèque Zdeněk Štybar (Etixx-Quick Step) et quatre secondes devant le coéquipier de ce dernier l'Italien Gianluca Brambilla (Etixx-Quick Step).

## Présentation

### Parcours

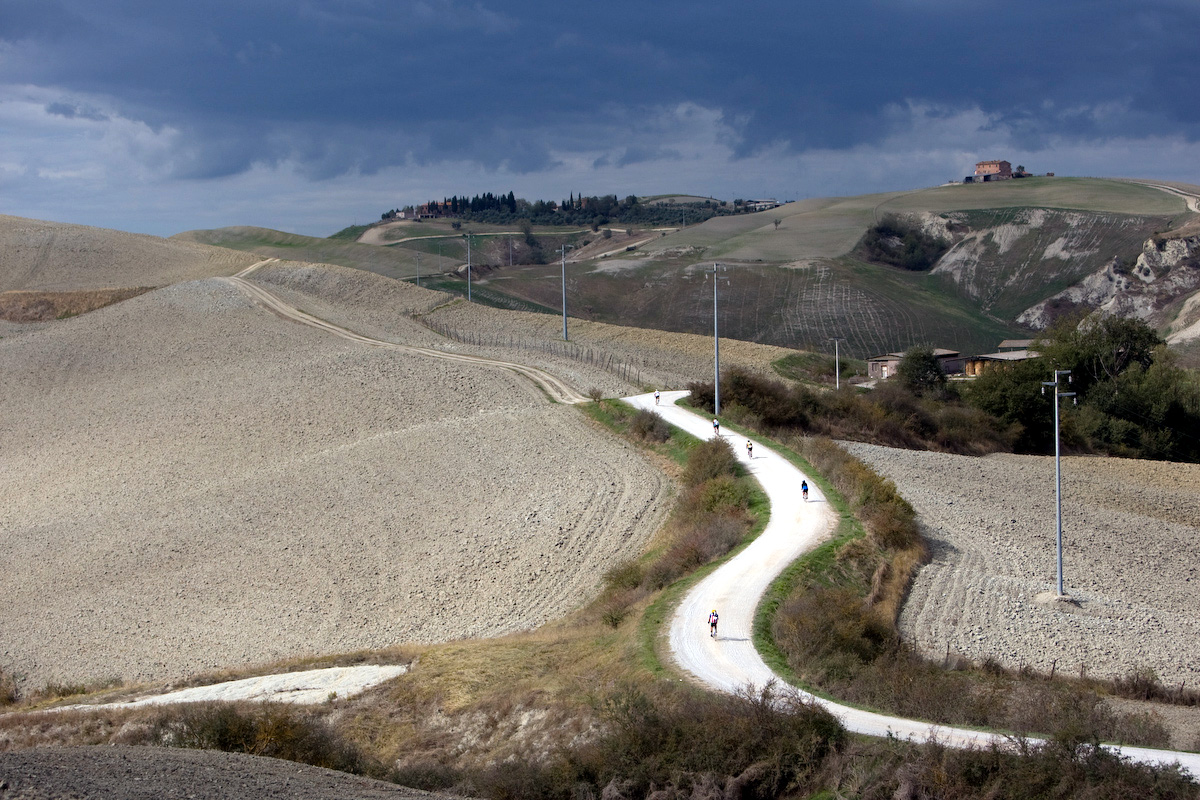
L'une des strade bianche.

La course commence et se termine à Sienne, dans le site du patrimoine mondial de l'UNESCO, marquant un changement par rapport aux éditions précédentes, qui commençaient à San Gimignano. En raison de son nouveau lieu de départ, la distance est ramenée à 176 kilomètres, tracée entièrement dans le sud de la province de Sienne en Toscane. La course est particulièrement connue pour ses routes blanches en gravier (strade bianche ou sterrati).
La course se déroule sur le terrain accidenté de la région rurale du Chianti et comprend neuf secteurs de chemin en gravier pour un total de 52,8 km. Le premier secteur se trouve seulement 11 km après le départ. Les secteurs les plus longs et les plus difficiles sont ceux à Lucignano (9,5 km) et Asciano (11 km). Le dernier tronçon de strade bianche est à 12 km de l'arrivée à Sienne. la course se termine sur la célèbre Piazza del Campo de Sienne, après une montée étroite et pavée sur la Via Santa Caterina au cœur de la cité médiévale, avec des passages escarpés atteignant jusqu'à 16 % de pente maximale,.
Neuf strade bianche sont au programme de cette édition :
| Secteur | Nom                   | Position                         | Longueur | Difficulté |
| ------- | --------------------- | -------------------------------- | -------- | ---------- |
| 1       | Vidritta              | entre le km 11,1 et le km 13,1   | 2 100 m  | 01         |
| 2       | Commune di Murlo      | entre le km 39,8 et le km 45,8   | 5 500 m  | 01         |
| 3       | Lucignano d'Asso      | entre le km 67,8 et le km 79,7   | 11 900 m | 03         |
| 4       | Radi Bianche          | entre le km 80,6 et le km 90,2   | 8 000 m  | ?          |
| 5       | San Martino in Grania | entre le km 103,6 et le km 113   | 9 500 m  | ?          |
| 6       | Monte Sante Marie     | entre le km 122 et le km 133,4   | 11 500 m | 05         |
| 7       | Monteaperti           | entre le km 151,7 et le km 152,5 | 800 m    | 01         |
| 8       | Colle Pinzuto         | entre le km 156,6 et le km 159   | 2 400 m  | 04         |
| 9       | Le Tolfe              | entre le km 162,7 et le km 164   | 1 100 m  | 03         |

### Équipes
Classées en catégorie 1.HC de l'UCI Europe Tour, les Strade Bianche sont par conséquent ouvertes aux WorldTeams dans la limite de 70 % des équipes participantes, aux équipes continentales professionnelles, aux équipes continentales italiennes, aux équipes continentales étrangères dans la limite de deux et à une équipe nationale italienne.
L'organisateur RCS Sport a communiqué la liste des équipes invitées le 22 février 2016. Dix-huit équipes participent à ces Strade Bianche - douze WorldTeams et six équipes continentales professionnelles :
| WorldTeams (12)- AG2R La Mondiale - Astana - BMC Racing Team - Etixx-Quick Step - Lampre-Merida - Lotto NL-Jumbo - Lotto-Soudal - Movistar Team - Orica-GreenEDGE - Sky - Tinkoff - Trek-Segafredo Équipes continentales professionnelles (6)- Androni Giocattoli-Sidermec - Bardiani CSF - CCC Sprandi Polkowice - Nippo-Vini Fantini - Team Novo Nordisk - Southeast-Venezuela |
| |

### Favoris
Le tenant du titre, le Tchèque Zdeněk Štybar (Etixx-Quick Step), est un des favoris à sa succession. Le Slovaque Peter Sagan (Tinkoff), champion du monde sur route et deuxième en 2013 et 2014, ainsi que le Suisse, double vainqueur en 2008 et 2012, Fabian Cancellara (Trek-Segafredo) ont fait de cette course un objectif.
Les principaux outsiders sont l'Italien Vincenzo Nibali (Astana), l'Espagnol Alejandro Valverde (Movistar) et le Belge Greg Van Avermaet (BMC Racing).

## Récit de la course
Gianluca Brambilla est sorti seul du groupe des favoris dans le secteur "Montaperti". Cependant, le coureur Italien est repris dans le secteur suivant par Peter Sagan et son équipier Zdenek Stybar tandis que Fabian Cancellara a profité du replat pour revenir sur le trio de tête. Ce quatuor est resté ensemble jusqu'à une attaque de Brambilla aux abords de Sienne. Cependant, Brambilla a été repris par Cancellera et Stybar sur le haut de la montée dans Sienne dans le dernier kilomètre. Le Suisse a profité des routes étroites et techniques pour prendre les devants définitivement sur le Tchèque et décrocher un troisième succès sur la course Italienne. Peter Sagan était en difficulté dans le final et a fini au pied du podium.

## Classements

### Classement final
| \| Classement général \| Classement général \| Classement général \| Classement général \| Classement général \| \| Coureur \| Coureur \| Pays \| Équipe \| Temps \| \| ------------------ \| -------------------- \| ------------------ \| ------------------ \| ------------------ \| \| 1er \| Fabian Cancellara \| Suisse \| Trek-Segafredo \| 4 h 39 min 35 s \| \| 2e \| Zdeněk Štybar \| Tchéquie \| Etixx-Quick Step \| + 0 s \| \| 3e \| Gianluca Brambilla \| Italie \| Etixx-Quick Step \| + 4 s \| \| 4e \| Peter Sagan \| Slovaquie \| Tinkoff \| + 13 s \| \| 5e \| Petr Vakoč \| Tchéquie \| Etixx-Quick Step \| + 34 s \| \| 6e \| Greg Van Avermaet \| Belgique \| BMC Racing Team \| + 37 s \| \| 7e \| Diego Ulissi \| Italie \| Lampre-Merida \| + 41 s \| \| 8e \| Tiesj Benoot \| Belgique \| Lotto-Soudal \| + 41 s \| \| 9e \| Lars Petter Nordhaug \| Norvège \| Team Sky \| + 41 s \| \| 10e \| Alejandro Valverde \| Espagne \| Movistar Team \| + 50 s \| \| 11e \| Jakob Fuglsang \| Danemark \| Astana \| + 52 s \| \| 12e \| Brent Bookwalter \| États-Unis \| BMC Racing Team \| + 1 min 53 s \| \| 13e \| Jay McCarthy \| Australie \| Tinkoff \| + 2 min 02 s \| \| 14e \| Daniel Oss \| Italie \| BMC Racing Team \| + 2 min 02 s \| \| 15e \| Vincenzo Nibali \| Italie \| Astana \| + 2 min 02 s \| \| 16e \| Giovanni Visconti \| Italie \| Movistar Team \| + 2 min 22 s \| \| 17e \| Bob Jungels \| Luxembourg \| Etixx-Quick Step \| + 2 min 24 s \| \| 18e \| Gianni Moscon \| Italie \| Team Sky \| + 2 min 25 s \| \| 19e \| Matteo Trentin \| Italie \| Etixx-Quick Step \| + 2 min 25 s \| \| 20e \| Michał Kwiatkowski \| Pologne \| Team Sky \| + 2 min 25 s \| |                      |            |                  |                 |
| |                      |            |                  |                 |
| Sources : ProCyclingStats Cycling Quotient Cycling Archives |                      |            |                  |                 |
| Classement général |                      |            |                  |                 |
| Coureur | Coureur              | Pays       | Équipe           | Temps           |
| 1er | Fabian Cancellara    | Suisse     | Trek-Segafredo   | 4 h 39 min 35 s |
| 2e | Zdeněk Štybar        | Tchéquie   | Etixx-Quick Step | + 0 s           |
| 3e | Gianluca Brambilla   | Italie     | Etixx-Quick Step | + 4 s           |
| 4e | Peter Sagan          | Slovaquie  | Tinkoff          | + 13 s          |
| 5e | Petr Vakoč           | Tchéquie   | Etixx-Quick Step | + 34 s          |
| 6e | Greg Van Avermaet    | Belgique   | BMC Racing Team  | + 37 s          |
| 7e | Diego Ulissi         | Italie     | Lampre-Merida    | + 41 s          |
| 8e | Tiesj Benoot         | Belgique   | Lotto-Soudal     | + 41 s          |
| 9e | Lars Petter Nordhaug | Norvège    | Team Sky         | + 41 s          |
| 10e | Alejandro Valverde   | Espagne    | Movistar Team    | + 50 s          |
| 11e | Jakob Fuglsang       | Danemark   | Astana           | + 52 s          |
| 12e | Brent Bookwalter     | États-Unis | BMC Racing Team  | + 1 min 53 s    |
| 13e | Jay McCarthy         | Australie  | Tinkoff          | + 2 min 02 s    |
| 14e | Daniel Oss           | Italie     | BMC Racing Team  | + 2 min 02 s    |
| 15e | Vincenzo Nibali      | Italie     | Astana           | + 2 min 02 s    |
| 16e | Giovanni Visconti    | Italie     | Movistar Team    | + 2 min 22 s    |
| 17e | Bob Jungels          | Luxembourg | Etixx-Quick Step | + 2 min 24 s    |
| 18e | Gianni Moscon        | Italie     | Team Sky         | + 2 min 25 s    |
| 19e | Matteo Trentin       | Italie     | Etixx-Quick Step | + 2 min 25 s    |
| 20e | Michał Kwiatkowski   | Pologne    | Team Sky         | + 2 min 25 s    |

### UCI Europe Tour
Ces Strade Bianche attribuent des points pour l'UCI Europe Tour 2016, par équipes seulement aux coureurs des équipes continentales professionnelles et continentales, individuellement à tous les coureurs sauf ceux faisant partie d'une équipe ayant un label WorldTeam.
| Position           | 1er | 2e  | 3e  | 4e  | 5e | 6e | 7e | 8e | 9e | 10e | 11e | 12e | 13e | 14e | 15e | 16e à 30e | 31e à 40e |
| Classement général | 200 | 150 | 125 | 100 | 85 | 70 | 60 | 50 | 40 | 35  | 30  | 25  | 20  | 15  | 10  | 5         | 3         |

## Liste des participants
- Liste de départ complète

| Légende | Légende                                                                    | Légende | Légende                                                    |
| ------- | -------------------------------------------------------------------------- | ------- | ---------------------------------------------------------- |
| Num     | Dossard de départ porté par le coureur sur ces Strade Bianche              | Pos     | Position à l'arrivée de la course                          |
|         | Indique un maillot de champion national ou mondial, suivi de sa spécialité | NP      | Indique un coureur qui n'a pas pris le départ de la course |
| AB      | Indique un coureur qui n'a pas terminé la course                           | HD      | Indique un coureur qui a terminé la course hors des délais |

| Etixx-Quick Step EQS  | Etixx-Quick Step EQS     | Etixx-Quick Step EQS |
| --------------------- | ------------------------ | -------------------- |
| Num                   | Coureur                  | Pos                  |
| 1                     | Zdeněk Štybar (CZE)      | 2e                   |
| 2                     | Gianluca Brambilla (ITA) | 3e                   |
| 3                     | Bob Jungels (LUX)        | 17e                  |
| 4                     | Yves Lampaert (BEL)      | AB                   |
| 5                     | Tony Martin (GER)        | 77e                  |
| 6                     | Matteo Trentin (ITA)     | 19e                  |
| 7                     | Petr Vakoč (CZE) (Route) | 5e                   |
| 8                     | Julien Vermote (BEL)     | 27e                  |
| Directeur sportif : ? |                          |                      |

| AG2R La Mondiale ALM  | AG2R La Mondiale ALM      | AG2R La Mondiale ALM |
| --------------------- | ------------------------- | -------------------- |
| Num                   | Coureur                   | Pos                  |
| 11                    | Jan Bakelants (BEL)       | 29e                  |
| 12                    | Guillaume Bonnafond (FRA) | 58e                  |
| 13                    | Hubert Dupont (FRA)       | AB                   |
| 14                    | Hugo Houle (CAN)          | 56e                  |
| 15                    | Sébastien Minard (FRA)    | 51e                  |
| 16                    | Matteo Montaguti (ITA)    | AB                   |
| 17                    | Jesse Sergent (NZL)       | 62e                  |
| 18                    | Sébastien Turgot (FRA)    | 33e                  |
| Directeur sportif : ? |                           |                      |

| Androni Giocattoli-Sidermec AND | Androni Giocattoli-Sidermec AND | Androni Giocattoli-Sidermec AND |
| ------------------------------- | ------------------------------- | ------------------------------- |
| Num                             | Coureur                         | Pos                             |
| 21                              | Marco Bandiera (ITA)            | 79e                             |
| 22                              | Giorgio Cecchinel (ITA)         | 83e                             |
| 23                              | Tiziano Dall'Antonia (ITA)      | 67e                             |
| 24                              | Marco Frapporti (ITA)           | 80e                             |
| 25                              | Daniele Ratto (ITA)             | AB                              |
| 26                              | Mirko Selvaggi (ITA)            | 66e                             |
| 27                              | Serghei Tvetcov (ROU) (Route)   | AB                              |
| 28                              | Davide Viganò (ITA)             | 39e                             |
| Directeur sportif : ?           |                                 |                                 |

| Astana AST            | Astana AST                    | Astana AST |
| --------------------- | ----------------------------- | ---------- |
| Num                   | Coureur                       | Pos        |
| 31                    | Vincenzo Nibali (ITA) (Route) | 15e        |
| 32                    | Valerio Agnoli (ITA)          | AB         |
| 33                    | Eros Capecchi (ITA)           | 70e        |
| 34                    | Jakob Fuglsang (DEN)          | 11e        |
| 35                    | Andriy Grivko (UKR)           | 21e        |
| 36                    | Bakhtiyar Kozhatayev (KAZ)    | 37e        |
| 37                    | Michele Scarponi (ITA)        | AB         |
| 38                    | Gatis Smukulis (LAT)          | 36e        |
| Directeur sportif : ? |                               |            |

| Bardiani CSF BAR      | Bardiani CSF BAR         | Bardiani CSF BAR |
| --------------------- | ------------------------ | ---------------- |
| Num                   | Coureur                  | Pos              |
| 41                    | Sonny Colbrelli (ITA)    | 32e              |
| 42                    | Simone Andreetta (ITA)   | AB               |
| 43                    | Enrico Barbin (ITA)      | AB               |
| 44                    | Nicola Boem (ITA)        | AB               |
| 45                    | Stefano Pirazzi (ITA)    | AB               |
| 46                    | Lorenzo Rota (ITA)       | AB               |
| 47                    | Luca Sterbini (ITA)      | AB               |
| 48                    | Alessandro Tonelli (ITA) | 82e              |
| Directeur sportif : ? |                          |                  |

| BMC Racing BMC        | BMC Racing BMC             | BMC Racing BMC |
| --------------------- | -------------------------- | -------------- |
| Num                   | Coureur                    | Pos            |
| 51                    | Greg Van Avermaet (BEL)    | 6e             |
| 52                    | Brent Bookwalter (USA)     | 12e            |
| 53                    | Damiano Caruso (ITA)       | 47e            |
| 54                    | Alessandro De Marchi (ITA) | 46e            |
| 55                    | Jempy Drucker (LUX)        | 52e            |
| 56                    | Daniel Oss (ITA)           | 14e            |
| 57                    | Taylor Phinney (USA)       | 76e            |
| 58                    | Manuel Quinziato (ITA)     | AB             |
| Directeur sportif : ? |                            |                |

| CCC Sprandi Polkowice CCC | CCC Sprandi Polkowice CCC      | CCC Sprandi Polkowice CCC |
| ------------------------- | ------------------------------ | ------------------------- |
| Num                       | Coureur                        | Pos                       |
| 61                        | Davide Rebellin (ITA)          | 24e                       |
| 62                        | Víctor de la Parte (ESP)       | AB                        |
| 63                        | Felix Großschartner (AUT)      | AB                        |
| 64                        | Nikolay Mihaylov (BUL) (Route) | AB                        |
| 65                        | Marcin Mrożek (POL)            | 61e                       |
| 66                        | Łukasz Owsian (POL)            | 75e                       |
| 67                        | Maciej Paterski (POL)          | AB                        |
| 68                        | Simone Ponzi (ITA)             | 41e                       |
| Directeur sportif : ?     |                                |                           |

| Lampre-Merida LAM     | Lampre-Merida LAM        | Lampre-Merida LAM |
| --------------------- | ------------------------ | ----------------- |
| Num                   | Coureur                  | Pos               |
| 71                    | Diego Ulissi (ITA)       | 7e                |
| 72                    | Mattia Cattaneo (ITA)    | AB                |
| 73                    | Roberto Ferrari (ITA)    | AB                |
| 74                    | Sacha Modolo (ITA)       | AB                |
| 75                    | Manuele Mori (ITA)       | AB                |
| 76                    | Przemysław Niemiec (POL) | 64e               |
| 77                    | Xu Gang (CHN)            | AB                |
| 78                    | Federico Zurlo (ITA)     | 68e               |
| Directeur sportif : ? |                          |                   |

| Lotto-Soudal LTS      | Lotto-Soudal LTS                | Lotto-Soudal LTS |
| --------------------- | ------------------------------- | ---------------- |
| Num                   | Coureur                         | Pos              |
| 81                    | Tiesj Benoot (BEL)              | 8e               |
| 82                    | Jens Debusschere (BEL)          | AB               |
| 83                    | Bart De Clercq (BEL)            | 28e              |
| 84                    | Pim Ligthart (NED)              | 48e              |
| 85                    | Tomasz Marczyński (POL) (Route) | 25e              |
| 86                    | Maxime Monfort (BEL)            | 38e              |
| 87                    | Jürgen Roelandts (BEL)          | 45e              |
| 88                    | Rafael Valls (ESP)              | AB               |
| Directeur sportif : ? |                                 |                  |

| Movistar MOV          | Movistar MOV                     | Movistar MOV |
| --------------------- | -------------------------------- | ------------ |
| Num                   | Coureur                          | Pos          |
| 91                    | Alejandro Valverde (ESP) (Route) | 10e          |
| 92                    | Andrey Amador (CRC)              | 42e          |
| 93                    | Jorge Arcas (ESP)                | AB           |
| 94                    | Dayer Quintana (COL)             | 50e          |
| 95                    | Marc Soler (ESP)                 | AB           |
| 96                    | Jasha Sütterlin (GER)            | 55e          |
| 97                    | Francisco Ventoso (ESP)          | AB           |
| 98                    | Giovanni Visconti (ITA)          | 16e          |
| Directeur sportif : ? |                                  |              |

| Nippo-Vini Fantini NIP | Nippo-Vini Fantini NIP     | Nippo-Vini Fantini NIP |
| ---------------------- | -------------------------- | ---------------------- |
| Num                    | Coureur                    | Pos                    |
| 101                    | Grega Bole (SLO)           | 23e                    |
| 102                    | Alessandro Bisolti (ITA)   | AB                     |
| 103                    | Damiano Cunego (ITA)       | AB                     |
| 104                    | Pierpaolo De Negri (ITA)   | AB                     |
| 105                    | Iuri Filosi (ITA)          | AB                     |
| 106                    | Eduard-Michael Grosu (ROU) | 53e                    |
| 107                    | Antonio Nibali (ITA)       | AB                     |
| 108                    | Riccardo Stacchiotti (ITA) | AB                     |
| Directeur sportif : ?  |                            |                        |

| Orica-GreenEDGE OGE   | Orica-GreenEDGE OGE           | Orica-GreenEDGE OGE |
| --------------------- | ----------------------------- | ------------------- |
| Num                   | Coureur                       | Pos                 |
| 111                   | Luke Durbridge (AUS)          | 31e                 |
| 112                   | Alexander Edmondson (AUS)     | AB                  |
| 113                   | Jack Haig (AUS)               | 60e                 |
| 114                   | Damien Howson (AUS)           | AB                  |
| 115                   | Christopher Juul Jensen (DEN) | AB                  |
| 116                   | Jens Keukeleire (BEL)         | 35e                 |
| 117                   | Christian Meier (CAN)         | AB                  |
| 118                   |                               |                     |
| Directeur sportif : ? |                               |                     |

| Southeast-Venezuela STH | Southeast-Venezuela STH | Southeast-Venezuela STH |
| ----------------------- | ----------------------- | ----------------------- |
| Num                     | Coureur                 | Pos                     |
| 121                     | Manuel Belletti (ITA)   | AB                      |
| 122                     | Matteo Busato (ITA)     | 30e                     |
| 123                     | Daniel Martínez (COL)   | 73e                     |
| 124                     | Filippo Pozzato (ITA)   | 63e                     |
| 125                     | Enrique Sanz (ESP)      | AB                      |
| 126                     | Mirko Tedeschi (ITA)    | AB                      |
| 127                     | Mirko Trosino (ITA)     | AB                      |
| 128                     | Eugert Zhupa (ALB)      | 85e                     |
| Directeur sportif : ?   |                         |                         |

| Lotto NL-Jumbo TLJ    | Lotto NL-Jumbo TLJ      | Lotto NL-Jumbo TLJ |
| --------------------- | ----------------------- | ------------------ |
| Num                   | Coureur                 | Pos                |
| 131                   | Robert Gesink (NED)     | 22e                |
| 132                   | Enrico Battaglin (ITA)  | AB                 |
| 133                   | Tom Leezer (NED)        | AB                 |
| 134                   | Bert-Jan Lindeman (NED) | 49e                |
| 135                   | Primož Roglič (SLO)     | 74e                |
| 136                   | Timo Roosen (NED)       | 57e                |
| 137                   | Mike Teunissen (NED)    | 72e                |
| 138                   | Tom Van Asbroeck (BEL)  | 71e                |
| Directeur sportif : ? |                         |                    |

| Novo Nordisk TNN      | Novo Nordisk TNN         | Novo Nordisk TNN |
| --------------------- | ------------------------ | ---------------- |
| Num                   | Coureur                  | Pos              |
| 141                   | Kevin De Mesmaeker (BEL) | AB               |
| 142                   | Joonas Henttala (FIN)    | AB               |
| 143                   | Brian Kamstra (NED)      | AB               |
| 144                   | David Lozano (ESP)       | AB               |
| 145                   | Javier Mejías (ESP)      | AB               |
| 146                   | Stephen Clancy (IRL)     | AB               |
| 147                   | Charles Planet (FRA)     | 65e              |
| 148                   | Martijn Verschoor (NED)  | 69e              |
| Directeur sportif : ? |                          |                  |

| Sky SKY               | Sky SKY                      | Sky SKY |
| --------------------- | ---------------------------- | ------- |
| Num                   | Coureur                      | Pos     |
| 151                   | Andrew Fenn (GBR)            | AB      |
| 152                   | Michał Gołaś (POL)           | 40e     |
| 153                   | Peter Kennaugh (GBR) (Route) | AB      |
| 154                   | Christian Knees (GER)        | 78e     |
| 155                   | Lars Petter Nordhaug (NOR)   | 9e      |
| 156                   | Michał Kwiatkowski (POL)     | 20e     |
| 157                   | Salvatore Puccio (ITA)       | 43e     |
| 158                   | Gianni Moscon (ITA)          | 18e     |
| Directeur sportif : ? |                              |         |

| Tinkoff TNK           | Tinkoff TNK               | Tinkoff TNK |
| --------------------- | ------------------------- | ----------- |
| Num                   | Coureur                   | Pos         |
| 161                   | Peter Sagan (SVK) (Route) | 4e          |
| 162                   | Daniele Bennati (ITA)     | 54e         |
| 163                   | Adam Blythe (GBR)         | AB          |
| 164                   | Manuele Boaro (ITA)       | 34e         |
| 165                   | Maciej Bodnar (POL)       | 44e         |
| 166                   | Oscar Gatto (ITA)         | 81e         |
| 167                   | Jay McCarthy (AUS)        | 13e         |
| 168                   | Nikolay Trusov (RUS)      | AB          |
| Directeur sportif : ? |                           |             |

| Trek-Segafredo TFS    | Trek-Segafredo TFS      | Trek-Segafredo TFS |
| --------------------- | ----------------------- | ------------------ |
| Num                   | Coureur                 | Pos                |
| 171                   | Fabian Cancellara (SUI) | 1er                |
| 172                   | Marco Coledan (ITA)     | 84e                |
| 173                   | Stijn Devolder (BEL)    | AB                 |
| 174                   | Markel Irizar (ESP)     | AB                 |
| 175                   | Julien Bernard (FRA)    | AB                 |
| 176                   | Yaroslav Popovych (UKR) | AB                 |
| 177                   | Kiel Reijnen (USA)      | 59e                |
| 178                   | Jasper Stuyven (BEL)    | 26e                |
| Directeur sportif : ? |                         |                    |